# Tessa Bremmer
Tessa Maria Bremmer (geboren als: Tessa Cocx, Amstelveen, 5 juli 1983) is een voormalig Nederlandse handbalster en trainster van de Bundesliga club HSG Bad Wildungen. 